# صیادان نمک‌زار
صیادان نمک‌زار فیلمی به کارگردانی  و نویسندگی اکبر هاشمی ساختهٔ سال ۱۳۴۴ است.

## بازیگران
- ویدا قهرمانی
- محمدرضا فاضلی
- سعید کامیار
- اکبر هاشمی
- علی آزاد
- حسین شاهین
- مینو ملک پور
- سیمین
- کریم نشاط